# Пуховая (Курганская область)
Пуховая — упразднённая деревня в Белозерском районе Курганской области. Входила в состав Новодостоваловского сельсовета. Исключена из учётных данных в 2007 году.

## География
Располагалась на правом берегу реки Суерь, на расстоянии примерно 2,5 километров (по прямой) к северо-западу от села Романовского.

## История
Была основана в 1680 году и изначально всегда носила два названия Усть-Суерская и Пухова (Пуховская слобода). По преданию второе название происходило от фамилии основателя, а первое – от географического положения слободы, находящейся напротив места впадения в Тобол реки Суерь. Слобода была окружена деревянной стеной с проезжею башней, рвом, валом и рогатками. В центре возвышалась деревянная церковь во имя Св. Николая, много позже замененная на каменную.
В сферу Усть-Суерской слободы входили 2 села и 21 деревня.
До 1917 года входила в состав Шмаковской волости Курганского уезда Тобольской губернии. 
По данным на 1926 год деревня Пухова состояла из 84 хозяйств. В административном отношении входила в состав Петуховского сельсовета Белозерского района Курганского округа Уральской области. После упразднения в 1954 году Петуховского сельсовета деревня вошла в состав Романовского сельсовета. В 1973 году Романовский сельсовет был переименован в Новодостоваловский. Упразднена законом от 04 октября 2007 года № 294.

## Население
По данным переписи 1710 года в Усть–Суерской слободе насчитывалось 154 двора и 1219 жителей, в том числе 140 дворов крестьян, 6 дворов бобылей, 1 двор служилого человека и 7 дворов администрации и духовенства.
По данным переписи 1926 года в деревне проживало 382 человека (168 мужчин и 214 женщин), в том числе: русские составляли 100 % населения.
Согласно результатам Всероссийской переписи населения 2002 года, в деревне проживал 1 человек, в национальной структуре населения русские составляли 100 %.